# 朝飛大
朝飛 大（あさひ だい、1962年12月28日 - ）は神奈川県横浜市出身の日本の柔道家。現役時代は86kg級〜95kg級の選手。

## 経歴
全国警察柔道選手権大会で優勝経験があり、東京オリンピックでは軽量級のコーチでもあった父親の朝飛速夫が開設した朝飛道場で、幼少の時から柔道に慣れ親しんでいた。
明大中野中学から明大中野高校へ進むと、3年の時にインターハイ重量級で決勝まで進むが、天理高校3年の正木嘉美に敗れて2位だった。明治大学へ進むと、3年の時には正力杯86kg級で優勝を果たした。また、2年連続して優勝大会で3位となった。1985年には神奈川県警の所属となると、全日本選手権に出場を果たして3回戦まで進んだ。さらに神戸で開催されたユニバーシアードでは95kg級の選手として団体戦で優勝を飾った。
1986年には道場の館長だった母親からその座を引き継いだ。また、朝飛接骨院の経営も任されることになった。
1992年には慶應義塾大学体育会柔道部の師範となった。
2013年には全日本柔道連盟の強化委員に就任した。

## 道場
朝飛はこれまでにリオデジャネイロオリンピック100kg級の銅メダリストで世界チャンピオンの羽賀龍之介や、2015年の世界団体で優勝した山本杏をはじめ、武田淳子、生田秀和、岩田千絵などを指導してきた。また、元世界選手権95kg級5位の賀持道明、羽賀龍之介の父親である羽賀善夫、全日本女子代表コーチの松本勇治、山本杏の父親である山本主税、タレントの松山三四六などが指導者として名を連ねている。
2016年現在、全国少年柔道大会とマルちゃん杯全日本少年柔道大会でそれぞれ6度の優勝を勝ち取るなど、朝飛道場は全国有数の名門道場としても知られる。

## 家族
妻の陽子はアームレスリングの全国大会で17度もの優勝を飾っている。バルセロナオリンピック71kg級金メダリストである古賀稔彦も全く敵わないほどの腕前だという。また、長女の七海は2016年の全日本カデ、アジアカデ70kg級で優勝、次女の真実は2016年の全国中学校柔道大会70kg級で優勝、息子の太陽は2014年の全国小学生学年別柔道大会45kg級で2位になるなど、それぞれ活躍している。次女の真実は2023年5月5日にお笑いタレントのはなわの長男・元輝と結婚した。

## 主な戦績
- 1980年 -　インターハイ 2位（重量級）
- 1983年 -　正力杯 優勝（86kg級）
- 1983年 -　優勝大会 3位
- 1984年 -　優勝大会 3位
- 1985年 -　ユニバーシアード 団体戦 優勝

（出典、JudoInside.com）

## 書籍・DVD
- 寝業で一本を獲る〜六角橋中（朝飛道場）の「極める」寝業指導〜
- 試合で勝てる! 小学生の柔道 上達のコツ50（まなぶっく）（メイツ出版）ISBN 978-4780417838